# Dominique de La Martinière
 (août 2011).
Si vous disposez d'ouvrages ou d'articles de référence ou si vous connaissez des sites web de qualité traitant du thème abordé ici, merci de compléter l'article en donnant les références utiles à sa vérifiabilité et en les liant à la section « Notes et références ».
Pour les articles homonymes, voir Machet.
Dominique Machet de La Martinière, né le 25 octobre 1927 à La Roche-sur-Yon et mort le 4 novembre 2002, est une personnalité française du monde des affaires et de la politique. 
Il a été Inspecteur général des finances, homme politique en Poitou-Charentes, et président de sociétés notamment liées à la banque Lazard.

## Biographie

### Jeunesse et études
La famille Machet de la Martinière est une famille subsistante d'ancienne bourgeoisie française originaire du Poitou. Pierre Machet, mort en 1700, était fermier général de l'Abbaye de Charroux. Cette famille posséda la terre de la Martinière dont elle a conservé le nom,.
Dominique Machet de la Martinière naît à La Roche-sur-Yon où son père est directeur des haras. Ses parents auront huit enfants dont quatre auront la vocation religieuse : deux pères blancs et deux sœurs. Il est le cousin de Joseph Machet de la Martinière, prêtre-déporté NN, et historien de la déportation, et l'oncle de Gérard de la Martinière, ancien directeur général d'AXA, et président de la Fédération française des sociétés d'assurances et de Hervé Machet de la Martinière, éditeur, président-fondateur de La Martinière Groupe.
Marié à Claude Masson-Bachasson de Montalivet, il est le père de six enfants dont une fille a épousé Stanislas de Laboulaye, diplomate, ancien ambassadeur à Moscou (2006-2008) et ambassadeur près le Saint-Siège, à Rome (2008-2012).
Après une éducation chez les jésuites, il étudie à l’Institut d’études politiques de Paris et entre à l’École nationale d’administration (promotion 1952), dont il sort major, et obtient un diplôme d’études supérieures de sciences économiques.

### Parcours professionnel
Membre de plusieurs cabinets ministériels (Roger Duchet, Pierre Pflimlin), il succède le 1er août 1967 à Max Laxan au poste de directeur général des Impôts, auquel il est remplacé le 8 novembre 1973 par Robert Bertaux. Dans l’année, il devient président de la Compagnie générale transatlantique, poste qu’il n’occupe qu’un an.
Trésorier de campagne de Jacques Chaban-Delmas en 1974, Président de l’Institut de développement industriel (IDI) où il traitera notamment de l'affaire Boussac et de la Société financière Gaz et Eaux (groupe Lazard) de 1977 à 1990, il est aussi Président du parc naturel régional du Marais poitevin entre 1992 et 1994 ainsi que de la société Lucia de 1993 à 1999.
Il est Premier vice-président du conseil régional de Poitou-Charentes de 1998 à 2002 et occupe le poste de Président du 6 au 28 juin 2002.
Il a été en outre administrateur de nombreuses sociétés : Christian Dior, Delmas-Vieljeux, Roussel-Uclaf, etc.

### Parcours professoral
Il enseigne à l'IEP de Paris. Son cours est publié sous forme de livres sous le titre de Finances publiques, 1966-1967.

## Mandats
- Maire de La Villedieu-du-Clain (1965-1977)
- Conseiller municipal de La Villedieu-du-Clain (1977-1989)
- Conseiller régional de Poitou-Charentes (1992-2002)
- Premier vice-président du Conseil régional de Poitou-Charentes (1998-2002)

## Décorations
- Commandeur de la Légion d’honneur
- Grand officier de l’Ordre national du Mérite
- Officier du Mérite agricole
- Commandeur de l’ordre du Lion (Sénégal).

## Travaux
- Lettre ouverte à tous les parents qui refusent le massacre de l’enseignement, Albin Michel, 1984.
- Rapport La Martinière sur la réforme des prélevements obligatoires, 1996[5].
- L’Impôt du diable, Le naufrage de la fiscalité française, Calmann-Lévy, 2003.